# Sprachbund
Der Begriff Sprachbund geht auf Nikolai Sergejewitsch Trubetzkoy zurück und bezeichnet eine Gruppe von Sprachen, die sich typologisch ähnlicher sind, als es aufgrund ihres genetischen Verwandtschaftsgrades zu erwarten wäre. Dabei kann zwischen einem weiten und einem engen Sprachbundbegriff unterschieden werden.
Unter ersteren fallen alle Gruppierungen von Sprachen, denen mindestens ein Merkmal gemeinsam ist, das nicht durch Sprachverwandtschaft erklärt werden kann. Klassisches Beispiel ist Roman Jakobsons wegweisender Aufsatz Über die phonologischen Sprachbünde.
Der engere Sprachbundbegriff stellt eine Reihe von Zusatzbedingungen. Gefordert wird eine gewisse Mindestferne, d. h., dass eng verwandte Sprachen (bspw. Russisch und Polnisch) generell allein keinen Sprachbund bilden können, eine möglichst große Zahl gemeinsamer Merkmale oder Isoglossen (mindestens zwei), eine Mindestrelevanz, also eine große Bedeutung der gemeinsamen Merkmale, sowie deren Vorhandensein in mindestens drei (nicht nur zwei!) Sprachen, da die Gemeinsamkeiten sonst als einfacher bilateraler Kontakt gelten.
Unterschieden werden weiterhin aktive und passive Merkmale. Aktiv bedeutet, dass in mindestens einer der Sprachbundsprachen ein Merkmal durch Kontakteinfluss innerhalb des Sprachbundes neu aufgebaut worden sein muss, z. B. der Artikel im Bulgarischen, während passiv ein durch Kontaktwirkung konserviertes Merkmal meint (das ohne diesen Kontakt abgebaut worden wäre), wie bspw. vermutlich der synthetische Sprachbau des Russischen.
Die sich aus den gemeinsamen Merkmalen ergebende einmalige Kombination ist das Kennzeichen des jeweiligen Sprachbundes. Die Merkmale müssen aber nicht auf den Sprachbund beschränkt sein; wichtig ist nur, dass die Kombination aller Merkmale nur einmal vorkommt. Eine Sprache kann auch Mitglied mehrerer Sprachbünde sein.
Ein Sprachbund entsteht durch besonders intensiven Sprachkontakt, bei dem größere Gruppen von Sprechern verschiedener Sprachen über eine lange Zeit ein hohes Maß von Interaktion miteinander haben, wobei verbreitete Zwei- oder Mehrsprachigkeit als ein wichtiger Faktor angesehen wird.
Die durch die konvergente Entwicklung im Sprachbund entstandenen Ähnlichkeiten werden in Fällen, wo genetische Verwandtschaftsbeziehungen nicht klar ermittelt werden können, teilweise als Zeichen für genetische Verwandtschaft fehlinterpretiert. Ein gutes Beispiel dafür sind südostasiatische Sprachen wie Thai und Vietnamesisch, die Eigenschaften von benachbarten Sprachen angenommen haben: Ebenso wie das Chinesische haben sie einsilbige Wörter und die Tonhöhen sind bedeutungsunterscheidend (vgl. Tonsprache). Trotzdem geht man heute nicht (mehr) von einer Verwandtschaft zur sino-tibetischen Sprachfamilie aus.
In der neueren Forschung ist der Begriff des Sprachbundes umstritten.

## Einige bekannte Sprachbünde
Im Folgenden werden einige bekannte Sprachbünde kurz erläutert. Sie dienen als Beispiele dafür, wie relativ unterschiedliche Sprachen (ein Sprecher der einen Sprache kann den Sprecher der anderen Sprache nicht auf Grund der genetischen Verwandtschaft verstehen) sich grammatisch angleichen.

### Der Balkansprachbund
Der Balkansprachbund ist ein Sprachbund in Südosteuropa, also eine Gruppe genetisch nicht näher verwandter Sprachen, die dennoch eine Reihe auffälliger struktureller Gemeinsamkeiten aufweisen.

### Der südasiatische Sprachbund
Der südasiatische Sprachbund ist ein Sprachbund, der den gesamten indischen Subkontinent umfasst.

### Der südostasiatische Sprachbund
Der südostasiatische Sprachbund vereint eine Reihe von Sprachfamilien die auf dem südostasiatischen Festland gesprochen werden.

### Der äthiopische Sprachbund
Unter dem Begriff äthiopisches Konvergenzareal wird auch ein Sprachbund äthiosemitischer, kuschitischer, omotischer Sprachen diskutiert, zu dem auch das nilosaharanische Kunama gezählt wird. Merkmale diese Sprachbundes seien z. B. ejektive Konsonanten, Palatalisierung, SOV-Wortstellung, Konverben, Postpositionen und Verbkonstruktionen mit 'sagen'.

### Der baltische Sprachbund
Manchmal wird ein baltischer Sprachbund genannt, zu dem die baltischen Sprachen sowie einige russische und belarussische Dialekte gehören. Folgende Merkmale sind für die Sprachen dieses Sprachbunds typisch:
- eine Reihe von periphrastischen Perfekttempora
- häufiger Gebrauch von Partizipien;
- unpersönliche passive Konstruktionen (oft mit Agens; auch im Polnischen, dort aber meist ohne Agens);
- der Nominativ als Objektfall (Patiens) beim Infinitiv.

Man vermutet, dass diese Gemeinsamkeiten auf ein baltisches Substrat zurückgehen (siehe auch Altnowgoroder Dialekt, Dnjepr-Balten).

### SAE-Sprachbund
Unter Standard Average European (zu Deutsch: Standard-Durchschnittseuropäisch, auch SAE-Sprachen genannt) versteht man einen europäischen Sprachbund, d. h. eine Gruppe von europäischen Sprachen, die sich in einer Reihe von Sprachstrukturmerkmalen gleichen, obwohl sie nicht unbedingt miteinander verwandt, also aus der gleichen Ursprache entstanden sind.

### Der Alpensprachbund
In der letzten Zeit wird der sog. Alpensprachbund erforscht, dem einige oberdeutsche und (räto-)romanische Dialekte vor allem in der Schweiz angehören (die Forschung beschränkt sich vorerst auf diese zwei Gruppen). Als typische Merkmale dieses Sprachbunds gelten zum Beispiel:
- Passiv mit kommen (z. B. die Brücke kommt gebaut);
- Futur mit kommen (z. B. das kommt heuer zum Auszahlen);
- Dativkodierung durch Präposition+Dativ (gib’s an/in der Mutter);
- geminierte Pronomina (betont+klitisch; vor allem im (Höchst-)Alemannischen, im Bairischen in der 1. Person Plural generell möglich, z. B.  mir hamma).

Auf dem Gebiet des historischen Karantanien werden ähnliche Interferenzerscheinungen für Südbairisch, Friaulisch und teilweise auch Slowenisch beobachtet.

### Das mitteleuropäische Sprachareal (Donausprachbund)
Zum mitteleuropäischen Sprachbund gehören die Sprachen Deutsch, Ungarisch, Tschechisch und Slowakisch. Folgende Merkmale lassen sich ausmachen:

#### Hinsichtlich der Phonetik und Phonologie
- Unterschiede zwischen langen und kurzen Vokalen (Vokalquantität): ungarisch fél [fe:l] ‚Angst haben‘ vs. ungarisch fel [fɛl] ‚hinauf‘
- Auslautverhärtung: tschechisch had [hat] ‚Schlange‘; dieses Merkmal existiert im Ungarischen nicht!
- Der Hauptakzent befindet sich auf der ersten Silbe; hier zahlreiche Ausnahmen im Deutschen (z. B. bei Fremdwörtern und zusammengesetzten Wörtern)

#### Hinsichtlich der Morphologie
- zahlreiche Vorsilben bei Verba
- umschreibendes Passiv (das Passiv wird im Ungarischen aber nur sehr selten verwendet)
- regelmäßige Steigerung der Adjektiva und Adverbia
- unregelmäßige Steigerung der Adverbia im Komparativ und Superlativ

#### Hinsichtlich der Syntax
- Relativsätze können aus indirekten Fragesätzen gebildet sein: deutsch „Ich weiß nicht, wer du bist“ = tschechisch Nevím, „kdo“ jsi = slowakisch Neviem, „kto“ si = ungarisch Nem tudom, „ki“ vagy.